# Meta Knight
|  | Maskinoversættelse og/eller tvivlsomt indhold Denne sides indhold bærer præg af at være en maskinoversættelse og/eller meget dårligt og uklart formuleret. Det vurderes at sproget er så dårligt og eventuelt forkert eller til at misforstå, at det bør omskrives eller oversættes på ny. Du kan hjælpe med at oversætte til korrekt dansk i denne og lignende artikler. Hvis dette ikke sker inden for kort tid, kan en sletning komme på tale. Se evt. denne sides diskussionsside eller i artikelhistorikken. |

Meta Knight (メタナイト Meta Naito) er en fiktiv figur i Nintendo's Kirby videospilserien og er skabt af Masahiro Sakurai og udviklet af HAL Laboratory. Han optrådte første gang i videospillet fra 1993 Kirby 's Adventure som en navnløs karakter og forblev sådan, indtil spillet Kirby's Avalanche. Figuren dukker også op i flere Kirby-tegneserier fra 2001 og i Super Smash Bros.-serien.
Meta Knight er en mystisk, men ærefuld ridder; på denne baggrund har han haft en "ven eller fjende"-rolle i Kirby-serien, hvorfor videospilskritikere har diskuteret hans figur og tilhørsforhold. Figuren har overvejende fået en positiv modtagelse efter introduktionen; hans udvikling inden for serie fra en navnløs fjende til en af Kirbys vigtigste allierede og rivaler er blevet rost, og han er blevet beskrevet som en "cool" karakter af anmeldere.

## IKirby-videospil-serien
Meta Knight er en gådefuld og samtidig ærefuld sværdkæmper, der følger en ridderlige kode; dette kommer til udtryk, når han giver Kirby et sværd med til at kæmpe. Meta Knight sig selv besidder en hellig, det gyldne sværd kaldet Galaxia (ギャラクシア Gyarakushia). Han er altid set iført en sølvfarvet maske, men i tilfælde af, at han er afsløret, at han er identisk med Kirby, omend med en mørk blå body og hvide øjne, der ser gule med sin maske på (og med sin maske ud i Kirby: Planet Robobot). Han også idræt en navyblå kappe kaldet Dimensional Cape (ディメンションマント Dimenshon Manto), , som kan ændre i et par vinger og gør det muligt for ham at teleportere. Men disse vinger vises direkte knyttet til sin krop i Kirby's Tilbagevenden til Dream Land og Kirby: Planet Robobot. i første omgang en af Kirby 's fjender, og han har siden udviklet sig til Kirby' s rival, og er blevet beskrevet som en antihelt. Men han har fredelige hensigter, , som han vil ofte kæmpe sammen med eller hjælpe Kirby, når det er nødvendigt for deres overlevelse eller for den skyld. Denne holdning har ført til debat om hans tilhørsforhold , og har tjent ham etiketten "frenemy".
Meta Knight dukkede første gang op på NES spil Kirby ' s Adventure som en allieret af King Dedede , og boss Orange Ocean niveau, hvor han kæmper Kirby til at stoppe ham fra at tage et stykke af Stjernede Stangen og holde det ud af Mareridts hænder. Han er den vigtigste antagonist til Hævn af Meta Knight tilstand i Kirby Super Star, , hvor han forsøger at overtage Dream Land for at afslutte indbyggere' dovne livsstil ved hjælp af sin underskrift luftskib, Battleship Halberd (戦艦ハルバード Senkan Harubādo). Meta Knight er en spilbar figur i Meta Knightmare tilstand af Kirby: Mareridt i Drømme Land. I Kirby & the Amazing Mirror, Mørke Meta Knight—et onde, Spejl Verden modstykke af Meta Knight—splits Kirby i fire forskelligt farvede kopier af sig selv ved brud et spejl efter fældefangst Meta Knight i Spejlet Verden. Efter Kirby nederlag Mørke Meta Knight, Meta Knight selv hjælper Kirby besejre Mørke Sind, den sande vigtigste antagonist.
I Kirby: Knirke Trup, Meta Knight vises som en boss , der forsøger at holde brystet, som indeholder Mørk Tåge, ud af Kirby ' s hænder. I Kirby Super Star Ultra, han fremstår som en spilbar figur i Meta Knightmare Ultra - tilstand. Meta Knight vises også i Kirby ' s Tilbagevenden til Dream Land som en af de fire spilbare hovedpersoner, sammen med Kirby, King Dedede og Bandana Vralter Dee, og som en spilbar figur i multi-player mode. Efter ikke vises i Kirby: Triple Deluxe, Meta Knight gjort en aktiv vende tilbage til serien i Kirby: Planet Robobot. Ud over at tage del i spillets story mode, han er spilbar karakter af Meta Knightmare Returnerer tilstand.
Meta Knight vises også i flere spinoff-spil i serien. Han gør korte optrædener i Kirby 's Pinball Land, og Kirby' s Lavine. I sidstnævnte, hans navn blev afsløret for første gang, , hvor han er den næstsidste udfordrer. Han er en oplåselige karakter i Kirby Air Ride og Kirby: Lærred Forbandelse. Meta Knight er en boss i Kirby's Epic Yarn og vises som en chef i to sub-spil i Kirby Masse Angreb. Selv om han er fraværende fra Kirby og Regnbuen Forbandelse's story mode, Meta Knight vises som et samlerobjekt figur. Spillet er også kompatibel med Meta Knight Amiibo, som Kirby kan bruge til en midlertidig stigning i angreb magt.

### Andre optrædener
Meta Knight har lavet flere optrædener uden for Kirby video-spil-serier, herunder 1994-2006 manga Hoshi ingen Kirby: Dedede de Pupupu na Monogatari skrevet af Hirokazu Hikawa og udgivet af Shogakukan i CoroCoro Tegneserie. Han optræder også i den igangværende Enterbrain's Hoshi ingen Kirby: Kirby at Dedede ingen Pupupu Nikki manga skrevet af Noboru Matsuyama og offentliggjort i Famitsu DS+Wii (oprindeligt kaldet Famitsu DS+Terning+Forhånd), og i Asami Taniguchi manga Hoshi ingen Kirby: Moretsu Pupupuawā! offentliggjort i Bessatsu CoroCoro Tegneserie, hvor han er hovedpersonen.Han er også med i 2012 Yuki Kawakami manga af Shogakukan, Hoshi ingen Kirby: Pakke til at Daibaku Vis. I 2001-2003 animationsfilm Kirby: Lige Tilbage på Ya! han er en af de vigtigste tegn. I serien, han er den sidste overlevende medlem af Galaxy Soldat Hær, der består af "Star Krigere".
Meta Knight også vises i tre Super Smash Bros. - serien spil; i Nærkamp, han optræder i form af et trofæ, og i Super Smash BrosBrawl, han er en spilbar karakter. Men, Meta Knight blev fjernet fra professionel gaming konkurrencer i Usa og Canada på grund af at blive anset for at være for kraftig. Meta Knight tilbage som en spilbar figur i Super Smash Bros. til Nintendo 3DS og Wii U , efter spillet er direktør, Masahiro Sakurai, der er sikret nogle ændringer for at re-tilføje ham; blandt de ændringer, Meta Knight mistet sin evne til at glide, og hans uovertrufne angreb hastighed blev tonet ned.

## Reception
IGN beskrevet Meta Knight som "en af de mest gådefulde tegn" i serien, navngivning ham til en af deres ti foretrukne sværd-svingende tegn i videospil og tilføjer, at selv om han engang var "en ren skurk" i serien, "hans djævelsk cool udseende sæt ham ud fra resten." GamesRadar rangeret Meta Knight tolvte på sin listen over "Mest Misforståede "Skurke", siger, at han er "standard-godt-fyr folderol [...], bortset fra at Meta Ridder er altid den dårlige fyr", det sagde Meta Knight-versus-Kirby-kampe, der "[i]t er ligesom, hvis Batman tog en kamp med en sygeligt overvægtige lukke i, og du var meningen, at roden til de lukker." Det ham, der er anført på "Top 7 Usandsynlige Badasses i Spil" - liste, siger, "Tak til hans rugende, seriøs indstilling og hans overdådige smag i indførelse af kapper, Meta Knight har skabt en smuk illusion af noget utroligt truende, på trods af at være en sfærisk bundt af glæde." Han er den 18-bedste Nintendo karakter af hele tiden, i henhold til GameDaily; , der også har placeret ham til den tredje på deres liste af Nintendo tegn, som fortjener deres eget spil. Kompleks erklærede, at han udviklet sig fra "en navnløs skurk" i Kirby ' s Adventure i "Kirby' s rival", og anfører, at hans popularitet har overhalet den, King Dedede, placering Meta Knight ottende på sin liste over "25 Video Spil Tegn, Der Fortjener en Spinoff". på samme måde, han var placeret på sjette WhatCulture ' s liste over "10 Video Spil Tegn, Der Fortjener Deres Egen Spin-Off-Spil".
Hans optagelse i Super Smash Bros Brawl blev rost; han var opført blandt de spil top fem tegn af Bozon (andenplads), Peer (rangeret fjerde), og Richard George (rangeret som den første) fra IGN, med alle tre fremhæve hans angrebshastighed og Bozon siger, at han er "den bedste single-player Slagsmål." Jesse Schedeen fra det samme websted, som sagde, at "Meta Knight er et sandt kraftcenter af SSBB cast", og UGO Netværk kaldet Meta Knight "[t]han mest farlige sværd-svingende, hjelm-iført, følende ballon, du nogensinde vil møde." Også, WhatCulture rangerede ham som den sjette største tegn på beat 'em up spil, siger "han er en genial karakter færdigheder-klogt, selv om han kan være helt urimelige i grand ordningen af ting." Men balancen mellem de Brawl tegn blev nedsat, med Meta Knight "stående højt over resten."